# Altopiano di Kemabu
L'altopiano di Kemabu è un altopiano situato nel settore indonesiano della Nuova Guinea. Si innalza a circa 3500 m di altitudine a breve distanza dal Puncak Jaya, la vetta più alta dell'isola (4884 m).